# Óscar Alzaga Villaamil
Óscar Alzaga Villaamil (Madrid, 29 de maig de 1942) és un jurista espanyol, diputat per Madrid a les eleccions generals espanyoles de 1977, 1979, 1982, i 1986, president del Partit Demòcrata Popular i acadèmic de la Reial Acadèmia de Ciències Morals i Polítiques.

## Biografia
Es va llicenciar en Dret en la Universitat de Madrid el 1964. Destacat deixeble de Luis Sánchez Agesta, assolí, el 1972, el títol de doctor en Dret per la Universitat Autònoma de Madrid. Va estar confinat durant l'estat d'excepció declarat el gener de 1969; primer a Cueva de Ágreda, després a Almenar de Soria (Sòria).
Va ser dirigent de les organitzacions demòcrates cristianes d'oposició al franquisme (1962 a 1975). Entre 1962 i 1963 va ser delegat electe dels Estudiants de la Facultat de Dret de la Universitat de Madrid. En 1962 va ser cofundador de l'agrupació il·legal Unió d'Estudiants Demòcrates, de la qual fou durant un temps secretari general; també en aquest any va ser secretari de la secció juvenil de l'Associació Espanyola de Cooperació Europea (AECE), formant part de la seva Junta directiva fins a 1975. I en 1963 va ser cofundador de l'organització il·legal Unió de Joves Demòcrates Cristians, que, quan en 1965 va ser secretari general, va ingressar com a membre de ple dret en la Unió Internacional de Joves Demòcrates Cristians, de la qual fou vicepresident. En 1963 també participà en la fundació de Cuadernos para el Diálogo.
Entre 1963 i 1968 va ser membre de la directiva nacional de l'entitat il·legal Esquerra Demòcrata Cristiana, presidida per Manuel Giménez Fernández; i de 1967 a 1977 va ser membre de la directiva nacional d'aquesta mateixa entitat (des de 1969 denominada Esquerra Democràtica), presidida per Joaquín Ruiz-Giménez Cortés. En 1976 i 1977 va contribuir al fet que amplis sectors demòcrates cristians confluïssin en una oferta electoral de centre.
Va participar en la creació d'Unió de Centre Democràtic i fou elegit diputat per Madrid a les eleccions generals espanyoles de 1977 i 1979. Va tenir una destacada participació en els debats de les Corts constituents. El president Adolfo Suárez li va oferir ser Ministre d'Educació i en 1980 ser Ministre d'Administració Territorial, la qual cosa va declinar per ser el portaveu d'UCD en la Comissió d'Afers Constitucionals i poc després, simultanejar-ho amb la Presidència de la Comissió de Justícia i Interior.
El 1981, el president Leopoldo Calvo-Sotelo Bustelo li va oferir en ajustos ministerials successius les carteres de Defensa, Cultura i Justícia, que tampoc va acceptar. En la subsegüent crisi d'UCD i després de l'abandó del partit per Adolfo Suárez (per constituir el Centre Democràtic i Social (CDS)) i de Francisco Fernández Ordóñez (per fundar una agrupació socialdemòcrata que immediatament després va desembocar en el PSOE), va contribuir a fundar el Partit Demòcrata Popular (PDP), que promptament va ser reconegut per la Unió Europea Demòcrata Cristiana. Després de la dissolució anticipada de les càmeres a fi d'agost de 1982 va subscriure un pacte de coalició electoral amb Alianza Popular.
A les eleccions generals espanyoles de 1982 va ser elegit diputat d'AP-PDP per Madrid. Fou elegit diputat novament a les eleccions generals espanyoles de 1986 per Coalició Popular. Aquest mateix any el PDP va trencar els seus acords amb Aliança Popular i el Partit Liberal. Llavors va renunciar al seu escó i es va retirar de la política.
Va continuar com a Catedràtic d'un dels dos Departament de Dret Polític de la Universitat Nacional d'Educació a Distància on imparteix classe en diferents assignatures. També ha exercit com a advocat en un despatx de Madrid fins a la seva jubilació en febrer de 2007. En 2010 ingressà a la Reial Acadèmia de Ciències Morals i Polítiques.

## Obres
- La primera Democracia Cristiana en España (1974)
- Comentario sistemático a la Constitución Española de 1978 (1978)
- Por la libertad de enseñanza (1985)
- Derecho político español, según la Constitución de 1978 (1997)